# Deuillet
Deuillet è un comune francese di 218 abitanti situato nel dipartimento dell'Aisne della regione dell'Alta Francia. Esso è privo di chiesa.

## Società

### Evoluzione demografica
Abitanti censiti